# Verwaltungsgemeinschaft Gars am Inn
Die Verwaltungsgemeinschaft Gars am Inn liegt im oberbayerischen Landkreis Mühldorf am Inn und wird von folgenden Gemeinden gebildet:
1. Gars a.Inn, Markt, 3989 Einwohner, 43,65 km²
2. Unterreit, 1760 Einwohner, 32,21 km²

Sitz der Verwaltungsgemeinschaft ist Gars am Inn. Die Verwaltungsgemeinschaft Gars am Inn wurde am 1. Mai 1978 gegründet. Im Jahr 1984 wurde das erweiterte und neu errichtete Rathaus in Gars bezogen, eine Außenstelle der Verwaltungsgemeinschaft befindet sich auch in Unterreit.